# Ain't It Funny
"Ain't It Funny" (tạm dịch: "Nó Không Vui Sao") là ca khúc được trình bày bởi nữ ca sĩ người Mỹ Jennifer Lopez, viết bởi Lopez, Cory Rooney, được sản xuất bởi Rooney và Dan Shea, trích từ album phòng thu thứ hai của cô, J.Lo (2001) và trở thành đĩa đơn thứ ba của album này. Ca khúc được phát hành chính thức vào tháng 7 năm 2001.
Một bản phối của ca khúc mang tên Ain't It Funny (Murder Remix) được viết bởi Lopez, Cory Rooney, Irv Gotti, Ja Rule, Caddillac Tah, và 7 Aurelius và được sản xuất bởi Gotti và 7 Aurelius. Phiên bản này được phát hành cùng ngày với bản gốc và sau đó được xuất hiện trong 3 album gồm tuyển tập phối lại của Lopez mang tên J to tha L-O!: The Remixes (2002), album Irv Gotti Presents: The Inc. và album tuyển tập của Ja Rule, Exodus.
Đĩa đơn đã leo lên dẫn đầu bảng xếp hạng Billboard Hot 100 và trở thành đĩa đơn quán quân tại Mỹ thứ ba của Lopez cũng như Ja Rule, bản phối Murder đồng thời cũng đã giành vị trí thứ tư tại Vương Quốc Anh. Ngoài ra, Caddillac Tah đồng thời cũng góp giọng vào bài hát và xuất hiện trong video ca nhạc của phiên bản này, với nhạc mẫu của ca khúc "Flava in Ya Ear", phát hành năm 1994. Bản phối này đã đứng nhất 6 tuần liền trên bảng Billboard Hot 100, bắt đầu từ ngày 9 tháng 3 nhưng sau đó bị đánh bại bởi Foolish của Ashanti - ca sĩ đã xuất hiện trong video cũng như trong ca khúc với vai trò hát bè. Ngoài ra, video ca nhạc của bản phối còn có sự góp mặt của nhiều nghệ sĩ nổi tiếng gồm Ashanti, Ja Rule, Irv Gotti, Caddillac Tah, và một số thành viên khác của nhóm nhạc Inc.

## Thông tin ngoài lề
Ca khúc lần đầu chỉ được phát hành tại các nước châu Âu và châu Úc, nhưng đĩa đơn quảng bá sau đó đã được phát hành tại Mỹ trên đài radio vào mùa Thu 2001 sau thành công của ca khúc "I'm Real" của mình. Lopez đã trò chuyện với chương trình Total Request Live của kênh MTV về video và nội dung của ca khúc. Cô chia sẻ rằng cô đã viết ca khúc này trong khi đang quay bộ phim The Wedding Planner. Ca khúc đã được định là nhạc của bộ phim nhưng cuối cùng bị loại bỏ.
Do chỉ được quảng bá trên đài radio, ít chương trình và vẫn chưa chặt chẽ tại Mỹ vì thế ca khúc không có vị trí nào trên bảng xếp hạng Billboard. Nhưng ngược lại, ca khúc thành công toàn thế giới khi được đứng trong top 5 tại Anh, Netherlands, và Thụy Điển và trong top 10 tại Úc, Belgium, Ireland, Norway, và Switzerland. Lopez đồng thời được trình diễn tại Royal Variety Performance vào ngày 26 tháng 11 năm 2001 trước mắt nữ hoàng Elizabeth II.
"Ain't It Funny" sau đó được phối lại thành một phiên bản hip-hop với tên Ain't It Funny (Murder Remix), được xuất hiện trong album phối lại của cô mang tên J to tha L-O!: The Remixes; và trở nên thành công hơn cả gốc của bài hát tại Mỹ. Không giống như "I'm Real", bản gốc và bản phối lại của "Ain't It Funny" có vị trí khá riêng biệt trên các bảng xếp hạng âm nhạc.
"Que Ironia" (hay "Đúng là đồ Đanh đá"), là bản Tây Ban Nha của ca khúc này. Đồng thời cũng được phát hành ở các nước sử dụng tiếng Tây Ban Nha vào năm 2001. Phiên bản này còn được kèm theo vào album J.Lo của Mỹ Latin và vào một đĩa đơn CD quốc tế.

## Video ca nhạc

### Bản cổ điển
Video được quay kiểu cổ điển và được đạo diễn bởi Herb Ritts. Video bắt đầu với cảnh Lopez là một vị khách du lịch và tìm thấy một bà bói. Sau đó cô chơi đùa cùng các cô gái người Romani (trong đó có cựu thành viên của nhóm Pussycat Dolls Carmit Bachar). Cô đến một đồng cỏ và thấy một anh chàng (Eduardo Verástegui thủ vai) và si mê anh ta. Cô bắt đầu thi nhảy flamenco với anh. Sau đó, những cô gái và những chàng trai bắt cặp với nhau và nhảy múa cho đến cuối video. Video được công chiếu vào ngày 2 tháng 7 năm 2001 toàn thế giới và vào mùa thu 2001 tại Mỹ.

### Bản "Murder Remix"
Video bao gồm hai phần chính liên tục xen kẽ nhau.
Phần đầu là cảnh Lopez đang ngồi cùng Ja Rule và Ashanti trong một bữa tiệc nhỏ thì bạn trai của cô gõ cửa. Cô mời anh vào vừa đi và vừa cãi nhau. Cô phát hiện anh đang nhìn một cô gái khác. Ngay lập tức cô mời anh ra khỏi nhà và tiếp tục bữa tiệc của mình.
Phần hai của video là cảnh Lopez và Ja Rule trong một căn phòng trắng. Tiếp đó là cảnh Ja Rule đang thu trong một studio ở nhà Lopez, Lopez mặc một bộ đồ khêu gợi và ngồi trên một chiếc ghế và trình diễn một ít ca khúc. Cô và Ja Rule cuối cùng trình diễn ca khúc trên một màu nền vàng óng.

## Danh sách ca khúc
| Đĩa CD (671202 1) (Phát hành: 16 tháng 7 năm 2001) 1. "Ain't It Funny" (Bản gốc) – 4:05 2. "Ain't It Funny" (Bản mới) – 4:54 Đĩa CD 2 ca khúc 1. "Qué Irania (Ain't It Funny)" – 4:07 2. "Ain't It Funny" – 4:05 | Đĩa CD Maxi (671202 2) (Released: 16 tháng 7 năm 2001) 1. "Ain't It Funny" (Bản gốc) – 4:05 2. "Ain't It Funny" (Silk's House Mix Phần 1 & 2) – 8:28 3. "Ain't It Funny" (Bản mới) – 4:54 4. "Ain't It Funny" (Tropical Dance Remix) – 3:49 5. "Ain't It Funny" (D'Hip Mix) – 4:20 |

Đĩa CD thường
1. "Ain't It Funny" (Murder Remix cùng Ja Rule và Caddillac Tah)
2. "Play" (Artful Dodger Main Mix)
3. "Feelin' So Good" (HQ2 Club Mix)
4. "Ain't It Funny" (Murder Remix cùng Ja Rule và Caddillac Tah) (Video)

Đĩa 12-inch
1. "Ain't It Funny" (Murder Remix cùng Ja Rule và Caddillac Tah)
2. "Ain't It Funny" (Murder Remix cùng Ja Rule và Caddillac Tah) (Nhạc nền)
3. "Waiting for Tonight" (Hex Hector Vocal Club Extended/Hex's Momentous Club Mix)

## Xếp hạng
| Bảng xếp hạng (2001)                     | Vị trí cao nhất |
| ---------------------------------------- | --------------- |
| Áo (Ö3 Austria Top 40)                   | 16              |
| Bỉ (Ultratop 50 Flanders)                | 8               |
| Bỉ (Ultratop 50 Wallonia)                | 5               |
| Đan Mạch (Tracklisten)                   | 16              |
| Đức (GfK)                                | 13              |
| Ireland (IRMA)                           | 9               |
| Ý (FIMI)                                 | 17              |
| Hà Lan (Single Top 100)                  | 3               |
| New Zealand (Recorded Music NZ)          | 31              |
| Na Uy (VG-lista)                         | 9               |
| Thụy Điển (Sverigetopplistan)            | 3               |
| Thụy Sĩ (Schweizer Hitparade)            | 9               |
| Anh Quốc (OCC)                           | 3               |
| Bảng xếp hạng (2003)                     | Vị trí cao nhất |
| Australian ARIA Singles Chart            | 9               |
| Hungary (Rádiós Top 40)                  | 16              |
| European Hot 100 Singles                 | 13              |
| Thụy Sĩ (Schweizer Hitparade)            | 7               |
| Hoa Kỳ Billboard Hot 100                 | 1               |
| Hoa Kỳ Hot R&B/Hip-Hop Songs (Billboard) | 4               |
| Hoa Kỳ Pop Airplay (Billboard)           | 1               |

| Quốc gia  | Chứng nhận |
| --------- | ---------- |
| Úc        | Vàng       |
| Thụy Điển | Vàng       |

## Thực hiện
Bản phối Murder
| - Giọng chính: Jennifer Lopez - Hát bè: Shalene Thomas, Cory Rooney - Soạn nhạc: Dan Shea, Jose Sanchez - Chỉnh sửa: Peter Wade Keusch - Guitar: René Toldeo - Trumpet: Angel Fernandez | - Thu âm do Robert Williams, Fabian Marasciullo, Glen Marchese - Phối nhạc: Tony Maserati, và Dan Hetzel & Richie Jones - Phối khí: Dan Hetzel - Hòa âm: Jim Annunziato, Peter Wade Keusch - Giám đốc: Ted Jensen |